# Маневрена оборона

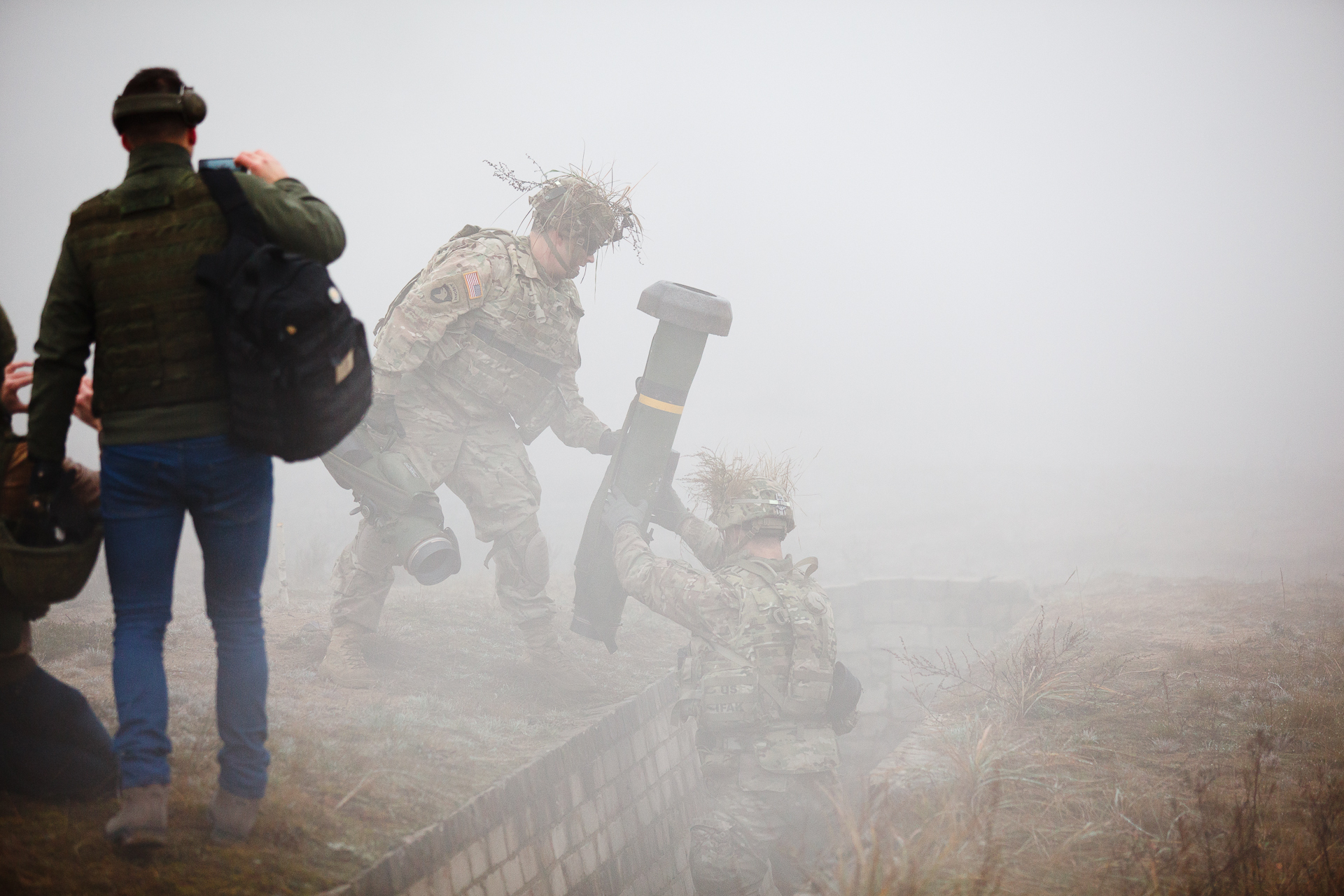
Серед диму військові США вистрибують з траншеї з ПЗРК Javelin. Демонстрація маневреної оборони. Солдати 2-го батальйону 8-го кавалерійського полку Форт-Худ, штат Техас, і 1-го ескадрону 2-го кавалерійського полку, що базується у Вільзеку, Німеччина, брали участь у протитанкових навчаннях Hunter 2014 з литовськими солдатами

Мане́врена оборона — рухома оборона, вид оборони, мета якої — завдавати суперникові втрат, виграти час і зберегти свої сили при можливій втраті частини території. Маневрена оборона може дозволяти полишення обладнаних позицій або імітацію відступу, якщо цього вимагає тактична обстава.
При маневровій обороні мета полягає в тому, щоб за допомогою маневру компенсувати нестачу сил і засобів у співвідношенні до противника, що переважає. Концентрація зусиль відбувається на окремих ділянках оборони з метою ухилення від зіткнення в несприятливих умовах. У маневреній обороні вирішальними є маневр і вибірковий вогонь. В умовах сучасної війни проводяться повітряні та наземні військові маневри, а значення обраних і підготовлених оборонних позицій суттєво зменшується.

## Опис
Суть маневрової оборони, на відміну від позиційної, полягає в компенсації нестачі сил і засобів за допомогою маневрів, що дозволяє зосередити зусилля в найважливішому на цей час пункті оборони та розконцентрувати їх для уникнення зіткнення у несприятливих умовах.
Маневрена оборона передбачає втягування сил супротивника до послідовних боїв на великій кількості (3 й більше) визначених заздалегідь оборонних рубежів. Обороняючись на кожному з рубежів, війська спершу відбивають атаку авангардних підрозділів противника, змушують його витратити час на організацію удару та введення в бій головних сил, дозволяють їм під вогнем подолати наявні загородження і, не доводячи справи до переходу ударних угруповань ворога до вирішальної атаки, відтягуються углиб власних позицій під прикриттям заздалегідь визначених підрозділів з вогневими засобами посилення. Іноді перед відходом проводиться коротка контратака спеціально відведеними для цього резервами. Щоби не допустити охоплення флангів частин в обороні, маневр відходу проводиться за узгодженням з сусідніми угрупованнями. На наступному рубежі війська, що відійшли, аналогічним чином починають організацію системи вогню і підготовки до відображення наступної атаки противника.
Принциповою відмінністю стримувальних дій у рамках маневреної оборони від позиційної оборони є необхідність тривалого утримання зайнятих рубежів при спільному прагненні мінімізувати власні втрати. Метою маневреної оборони є завдання противнику максимальної шкоди, припинення прориву ворогом своїх позицій при атаці з наскоку і примус його до розгортання для підготовки удару своїми головними силами.
Нарівні з позиційною обороною не виключається ведення так т. зв. мобільної оборони, яка також спирається на маневреність військ, але має відмінності від ідеї маневреної оборони.

## Історія
Маневрені форми боротьби у поєднанні з позиційними застосовувалися з прадавніх часів. Масштаби, способи організації та ведення маневрених бойових дій змінювалися відповідно до розвитку озброєння. До появи наприкінці 19 століття високоефективної вогнепальної зброї вони переважали над позиційними формами. У війнах початку XX століття і особливо за часів Першої світової війни переважала позиційна оборона. Маневрені форми боротьби застосовувалися також на морі, коли потрібно було відбити удари потужніших морських сил противника. У цьому випадку з'єднання кораблів маневрували за оборонними мінними загородженнями, спираючись на мінно-артилерійські позиції.
На початку Другої світової війни в рамках стратегічної оборони дії деяких об'єднань мали характер маневреної оборони. Вони полягали в послідовному веденні оборонних боїв і битв на заздалегідь намічених, ешелонованих в глибину рубежах, у поєднанні з контратаками і контрударами. Це вимагало від кожного командувача (командира) ініціативи і уміння швидко маневрувати військами в цілях створення вигідних умов для ведення бойових дій. Рубежі оборони по можливості вибиралися (призначалися) за важкодоступними для танків природними перешкодами і мали приховані дороги відходу на них. На цих рубежах війська зазвичай створювали батальйонні і ротні райони оборони, що прикривали найважливіші напрямки. Проміжки між районами оборони прострілювалися кулеметним, артилерійським і мінометним вогнем. Танки використовувалися масовано на головному напрямку зазвичай в другому ешелоні (резерві) для удару у фланг і тил противникові, що наступав. Основні зусилля авіації прямували на заборону підходу танкових і моторизованих частин противника і для нанесення ним втрат. Тилові підрозділи, не пов'язані з безпосереднім забезпеченням бойових дій, завчасно відводилися в тил. Подальший рубіж займався резервами і заздалегідь відведеними частинами.
Війська при веденні маневреної оборони вимушували противника, що наступав, розвернутися, витратити час на організацію наступу, долати загороди під вогнем і, не доводячи бій до загальної атаки противника всіма силами, виходили з-під його удару. Частини, що займали перший рубіж оборони, відводилися під прикриттям призначених підрозділів із протитанковими засобами. На наступному оборонному рубежі відведені війська негайно створювали систему вогню і готувалися до відбиття атак противника. Перед відведенням своїх військ інколи проводилася коротка контратака спеціально створеним угрупуванням за підтримки вогню артилерії. Відведення військ на новий рубіж здійснювалося за узгодженням з сусідами, щоб не допустити охоплення противником флангів частин, що ведуть маневрену оборону.
По термінології деяких фахівців різних армій в сучасній війні передбачається ведення рухомої — мобільної оборони, принципи якої, по суті, не відрізняються від принципів маневреної оборони.